# New York Whirlwinds
I New York Whirlwinds furono una squadra di pallacanestro di New York negli Stati Uniti, fondata nel 1920 e considerata una delle più forti squadre di sempre.

## Storia
La squadra venne fondata dal promoter di pugilato Tex Rickard, proprietario del Madison Square Garden e in seguito inserito nel World Boxing Hall of Fame. Tra i giocatori che per primi militarono nella squadra figurano tre membri del Naismith Memorial Basketball Hall of Fame: Barney Sedran, Nat Holman e Marty Friedman, oltre a Harry Riconda, Chris Leonard e Ray Kennedy.
Rickard fondò la squadra con l'obiettivo di promuovere il gioco del basket al Madison Square Garden; non riuscì però nell'intento: gli spettatori del primo incontro furono solamente 1.428 e pertanto decise di trasferire la squadra presso un'altra sede, sempre a New York.
Una delle partite più celebri della squadra, e rimaste nella storia della pallacanestro, fu quella contro i rivali Original Celtics, disputata il 16 aprile 1921 di fronte a più di 10.000 spettatori presso il 71st Regiment Armory di Park Avenue a New York. Vinsero i Whirlwinds 40-29 nella prima partita di una serie da tre sfide volte a stabilire la supremazia cestistica tra le due squadre; nella seconda partita, giocata il 20 aprile al 69st Regiment Armory di Lexington Avenue, vinsero i Celtics 26-24 di fronte a circa 8.000 spettatori. Non venne tuttavia organizzata la sfida decisiva.